# Kricsó
Kricsó (románul: Criciova) falu Romániában, a Bánságban, Temes megyében.

## Fekvése
Lugostól délkeletre, a Temes mellett, Cserestemes, Gavosdia és Zsidóvár közt fekvő település.

## Története
A falu nevét 1444-ben Krychyowa alakban említette először oklevél és ekkor Zsidóvár tartozékai közt sorolták fel.
1490-ben Crichowa, 1548-ban Kerchova, 1717-ben Kritsowa, 1808-ban Kricsova néven írták.
Az 1800-as évek elején több család osztozott rajta; a Fischer, Otbók, Nákó, Szerényi családok birtoka volt.
1910-ben 1076 lakosából 12 magyar, 980 román, 72 ruszin volt. Ebből 24 római katolikus, 72 görögkatolikus, 975 görögkeleti ortodox volt.
A trianoni békeszerződés előtt Krassó-Szörény vármegye Temesi járásához tartozott.
A 2002-es népszámláláskor 741 lakosa közül 587 fő (79,2%) román, 142 (19,2%) ukrán, 8 (1,0%) cigány, 1 (0,1%) német volt.

## Híres emberek
- Itt hunyt el 1849. szeptember 2-án Hanák János, piarista áldozópap és tanár, zoológus, a Magyar Tudományos Akadémia levelező tagja.